# 黑澤爾頓 (堪薩斯州)
黑澤爾頓（英語：Hazelton）是一個位於美國堪薩斯州巴伯縣的城市。

## 地方資料
黑澤爾頓的面積為1.54平方千米，當中陸地面積為1.54平方千米，而水域面積為0.00平方千米。根據2020年美國人口普查的數據，當地共有人口82人，而人口密度為每平方千米53.25人。